# ملین نوکاندی
ملین نوکاندی (فرانسوی: Méline Nocandy‎؛ زادهٔ ۲۵ فوریهٔ ۱۹۹۸) بازیکن هندبال زن اهل فرانسه است.